# Clara Lee
Pour les articles homonymes, voir Lee.
Dans ce nom coréen, le nom de famille, Lee, précède le nom personnel.
Lee Sung-min, (coréen : 이성민) dite Clara Lee, née le 14 janvier 1985 à Berne, est une actrice et mannequin britannique basée en corée du sud.

## Biographie

### Jeunesse et vie privée

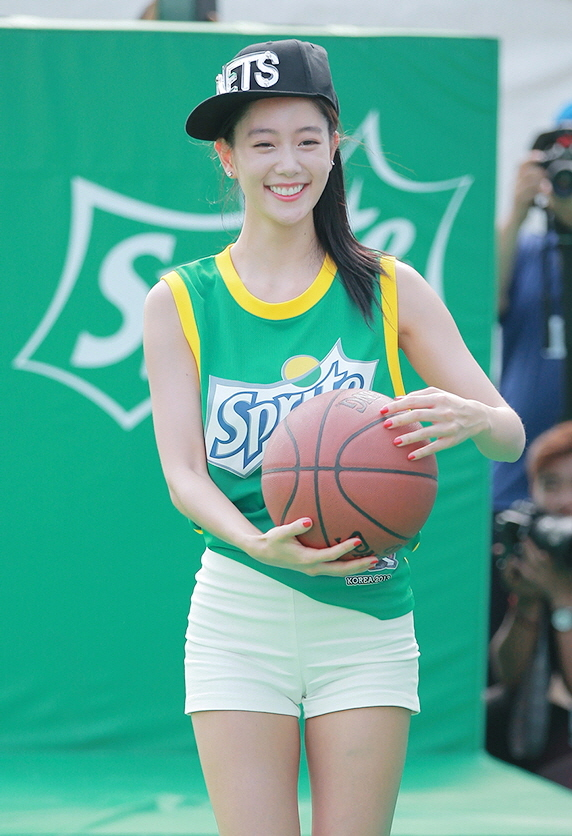
Clara Lee en 2013.

Elle est la fille du chanteur Lee Seung-kyu, ancien membre du groupe Koreana.
Elle est née à Berne, en Suisse, puis étudie aux États-Unis et vit maintenant en Corée du Sud. Elle possède la nationalité britannique.
En janvier 2019, elle annonce son mariage avec un homme d'affaires coréen-américain.

### Carrière

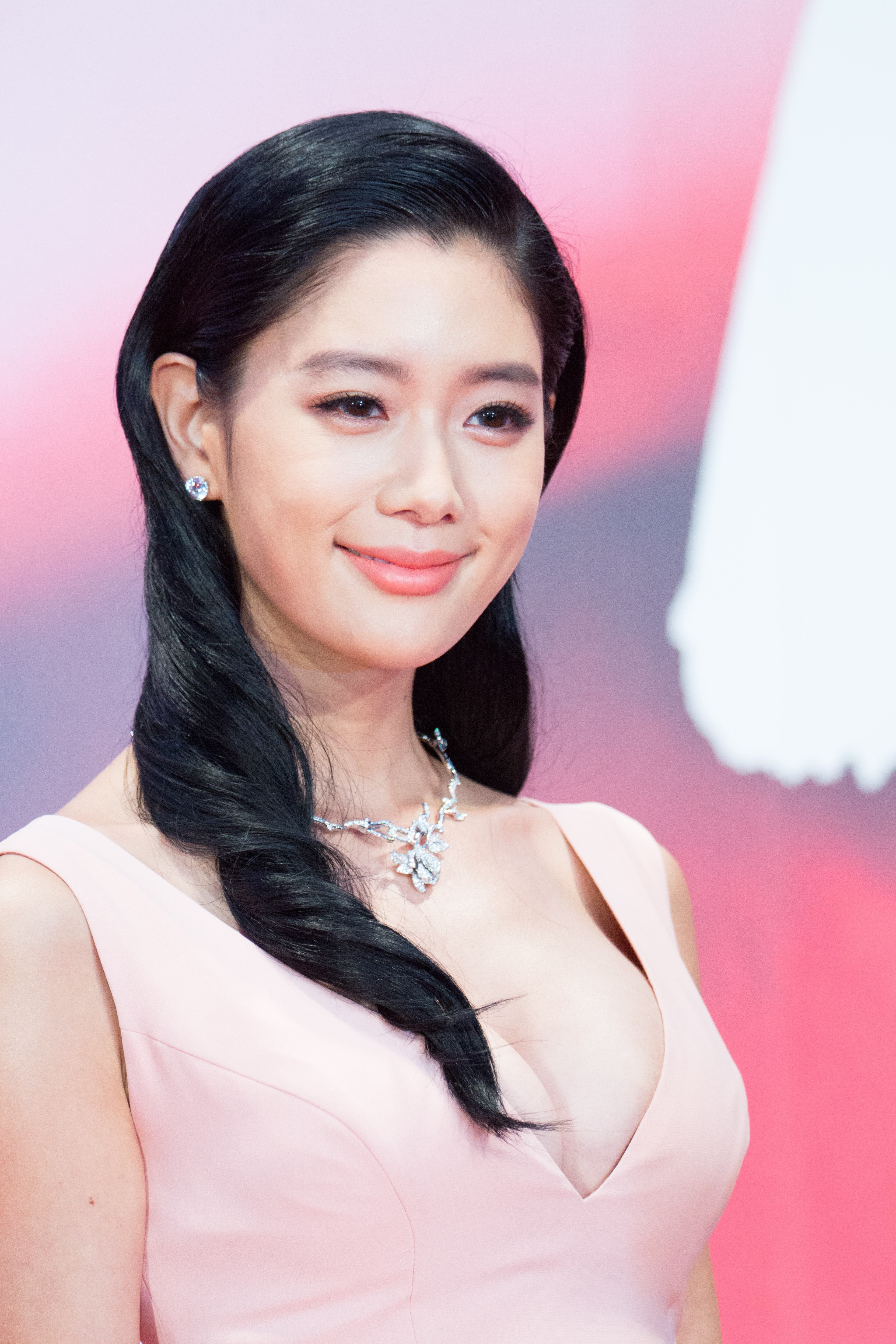
Clara Lee en 2017.

Elle fait ses débuts d'actrice en 2009 dans le film Five Senses of Eros (en). En janvier 2012, elle adopte Clara comme nom de scène.
En mai 2013, elle est devenue une sensation en ligne au lancer protocolaire lors d'un match de baseball professionnel, vêtue d'un legging moulant.
Elle est depuis saluée comme une étoile montante et un symbole de sensualité.
Par la suite, elle de nouveau joue des seconds rôles dans la série télévisée Emergency Couple en 2014,.
En décembre 2014, elle engage une action en justice contre son agence Polaris Entertainment pour annuler son contrat en raison de harcèlement sexuel.

## Filmographie

### Cinéma
- 2016 : Line Walker : Tueur à gages
- 2019 : Funeral Killers : Ankie Cheng
- 2023 : The Wandering Earth 2  : Attaquant d'ascenseur spatial

### Télévision
- 2014 : Emergency Couple : Han Ah-reum
- 2017 : Strong Woman Do Bong-soon : Lee Bong-soon